# Mastodonzaur
Mastodonzaur (Mastodonsaurus – „jaszczur z brodawkowatym zębem”) – środkowo-triasowy płaz tarczogłowy z rodziny kapitozaurów, które przed nastaniem ery dinozaurów były jednymi z czołowych drapieżników. Żył na terenie obecnej Europy  oraz Afryki Północnej ok. 235–230 mln lat temu. Został tak nazwany, ponieważ początkowo paleontolodzy sądzili, że to krokodyl – ze względu na wielkość oraz obecność kostnych guzków w skórze. 

## Budowa
Mastodonzaur osiągał około 6 metrów długości, z czego na samą czaszkę przypadało 1,25 m Ważył ok. 300 kg. Był więc jednym z największych żyjących na Ziemi płazów. Na grzbiecie, a także na spodzie posiadał kostne płytki, które miały chronić go przed drapieżnikami. Taka forma ochrony była szczególnie użyteczna na lądzie, gdzie ze względu na swoją budowę mastodonzaur poruszał się dużo mniej sprawnie niż w wodzie. W czaszce mastodonzaura znajdowały się dwa otwory, przez które wystawały ,,kły" wyrastające z dolnej szczęki. 

## Paleobiologia
Jak pozostałe płazy, mastodonzaur prowadził wodno-lądowy, gdzie polował na ryby i małe kręgowce. Młode osobniki prawdopodobnie rozwijały się ze skrzeku w kijankę, by następnie w procesie metamorfozy osiągnąć formę dojrzałą. 

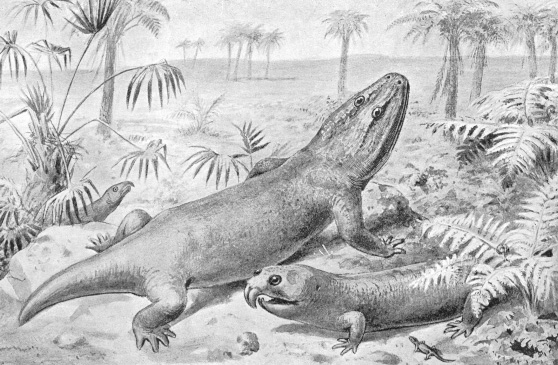
Mastodonsaurus i rynchozaur